# Oedothorax banksi
Oedothorax banksi är en spindelart som beskrevs av Embrik Strand 1906. Oedothorax banksi ingår i släktet Oedothorax och familjen täckvävarspindlar.
Artens utbredningsområde är Alaska. Inga underarter finns listade i Catalogue of Life.